# Ischnolea singularis
Ischnolea singularis är en skalbaggsart som beskrevs av Maria Helena M. Galileo och Martins 1993. Ischnolea singularis ingår i släktet Ischnolea och familjen långhorningar. Inga underarter finns listade i Catalogue of Life.